# Smiltenes novads
Smiltenes novads is een gemeente in Vidzeme in het noordoosten van Letland. Hoofdstad is Smiltene.
De huidige gemeente kwam op 1 juli 2021 tot stand, toen de bestaande gemeente werd uitgebreid met de gemeenten Raunas novads en Apes novads.
De eerdere gemeente ontstond in 2009 bij een herindeling, waarbij de stad Smiltene, het landelijk gebied van Smiltene en de landelijke gemeenten Bilska, Blome, Branti, Grundzāle, Launkalne, Palsmane en Variņi werden samengevoegd.
Nationale steden (valstspilsētas):

Daugavpils  · Jelgava · Jūrmala · Liepāja · Rēzekne · Riga · Ventspils

Gemeenten (novadi):

Ādažu novads
· Aizkraukles novads
· Alūksnes novads
· Augšdaugavas novads
· Balvu novads
· Bauskas novads
· Cēsu novads
· Dienvidkurzemes novads
· Dobeles novads
· Gulbenes novads
· Jelgavas novads
· Jēkabpils novads
· Krāslavas novads
· Kuldīgas novads
· Ķekavas novads
· Limbažu novads
· Līvānu novads
· Ludzas novads
· Madonas novads
· Mārupes novads
· Ogres novads 
· Olaines novads
· Preiļu novads
· Rēzeknes novads 
· Ropažu novads
· Salaspils novads
· Saldus novads
· Saulkrastu novads
· Siguldas novads
· Smiltenes novads
· Talsu novads
· Tukuma novads
· Valkas novads
· Valmieras novads
· Varakļānu novads
· Ventspils novads 